# Cesare Sighinolfi
Cesare Sighinolfi (né en 1833 à Modène et mort le 19 janvier 1902 à Suesca) est un peintre et sculpteur italien du XIXe siècle.

## Biographie
Cesare Sighinolfi travailla en Europe puis en Colombie afin de réaliser des œuvres d'art en termes de monuments publics.
Il fréquenta l'académie des beaux-arts de Florence.

## Œuvres
Le 6 août 1886, une gravure réalisée par Antonio Rodríguez, à partir d'un modèle de statue du sculpteur italien représentant Antonio Nariño, paraît dans le journal Papel Periódico Ilustrado,. Ce modèle est cependant détruit en 1895.